# Мохамед Џибали
Мохамед ел Џибали (арап. محمد الجبالي, романизовано Mohammed Jibali; 16. октобар 2000) либијски је пливач чија специјалност су спринтерске трке слободним и делфин стилом. 

## Спортска каријера
Међународни деби је имао на светском првенству у малим базенима у Хангџоуу 2018. где се такмичио у тркама на 50 метара леђно (44) и 50 слободно (94. место). 
На светским првенствима у великим базенима дебитовао је у корејском Квангџуу 2019. где је учествовао у квалификационим тркама на 50 делфин (73. место) и 50 слободно (104. место).